# Metslõugu
Metslõugu – wieś w Estonii, w prowincji Harju, w gminie Padise.